# Danionella
Danionella è un genere di piccoli pesci di acqua dolce appartenenti alla famiglia Cyprinidae, provenienti dall'Asia sud-orientale.

## Descrizione
Sono pesci molto piccoli; infatti nessuna delle quattro specie supera i 2 cm, ed il loro corpo è trasparente, così che si riescono a vedere con chiarezza gli organi interni.

## Specie
In questo genere sono riconosciute 4 specie:
- Danionella dracula
- Danionella mirifica
- Danionella priapo
- Danionella translucida